# Чемпіонат світу з хокею із шайбою 2013 (жінки)
Чемпіонат світу з хокею із шайбою 2013 (жінки) — 15-й чемпіонат світу з хокею із шайбою ІІХФ, який проходив у Канаді з 2 по 9 квітня 2013 року. Матчі відбувалися у місті Оттава, яке вже вдруге приймало чемпіонат світу, перший відбувся тут у 1990. Арени чемпіонату: Скошіабанк-плейс та Непін Спортсплекс.

## Попередній раунд

### Група А
| М  | Збірна    | І | В | ВО | ПО | П | Ш    | О | Канада  | США     | Фінляндія | Швейцарія |
| -- | --------- | - | - | -- | -- | - | ---- | - | ------- | ------- | --------- | --------- |
| 1. | Канада    | 3 | 2 | 1  | 0  | 0 | 24:2 | 8 |         | 3-2 (Б) | 8-0       | 13-0      |
| 2. | США       | 3 | 2 | 0  | 1  | 0 | 11:5 | 7 | 2-3 (Б) |         | 4-2       | 5-0       |
| 3. | Фінляндія | 3 | 1 | 0  | 0  | 2 | 4:13 | 3 | 0-8     | 2-4     |           | 2-1       |
| 4. | Швейцарія | 3 | 0 | 0  | 0  | 3 | 1:20 | 0 | 0-13    | 0-5     | 1-2       |           |

### Група В
| М  | Збірна    | І | В | ВО | ПО | П | Ш    | О | Росія | Німеччина | Чехія | Швеція   |
| -- | --------- | - | - | -- | -- | - | ---- | - | ----- | --------- | ----- | -------- |
| 1. | Росія     | 3 | 3 | 0  | 0  | 0 | 11:1 | 9 |       | 4-0       | 3-1   | 4-0      |
| 2. | Німеччина | 3 | 1 | 0  | 1  | 1 | 8:10 | 4 | 0-4   |           | 6-3   | 2-3 (ОТ) |
| 3. | Чехія     | 3 | 1 | 0  | 0  | 2 | 7:11 | 3 | 1-3   | 3-6       |       | 3-2      |
| 4. | Швеція    | 3 | 0 | 1  | 0  | 2 | 5:9  | 2 | 0-4   | 3-2 (ОТ)  | 2-3   |          |

## Втішний раунд
- 6 квітня  Чехія —  Швеція 1:2 Б (0:1, 0:0, 1:0, 0:0, 0:1)
- 8 квітня  Швеція —  Чехія 4–0 (0:0, 2:0, 2:0)

## Фінальний раунд

### Чвертьфінали
- 6 квітня  Швейцарія —  Росія 1:2 (0:1, 1:0, 0:1)
- 6 квітня  Фінляндія —  Німеччина 1:0 (1:0, 0:0, 0:0)

### Півфінали
- 8 квітня  Канада —  Росія 8:1 (1:0, 5:1, 2:0)
- 8 квітня  США —  Фінляндія 3:0 (0:0, 0:0, 3:0)

### Матч за 5-е місце
- 8 квітня  Швейцарія —  Німеччина 3:5 (1:1, 0:3, 2:1)

### Матч за 3-є місце
- 9 квітня  Росія —  Фінляндія 2:0 (0:0, 0:0, 2:0)

### Фінал
- 9 квітня  Канада —  США 2:3 (1:0, 1:2, 0:1)

## Підсумкова таблиця
|   | США       |
|   | Канада    |
|   | Росія     |
| 4 | Фінляндія |
| 5 | Німеччина |
| 6 | Швейцарія |
| 7 | Швеція    |
| 8 | Чехія     |

|  | Вибули до Дивізіону I A |

## Бомбардири
| Гравець               | І | Г | П | О  | +/− | ШХ |
| --------------------- | - | - | - | -- | --- | -- |
| Марі-Філіп Пулен      | 5 | 6 | 6 | 12 | +12 | 2  |
| Бріанна Декер         | 5 | 6 | 2 | 8  | +8  | 4  |
| Дженн Вейкфілд        | 5 | 4 | 4 | 8  | +5  | 2  |
| Аманда Кессель        | 5 | 2 | 6 | 8  | +6  | 0  |
| Сара Вайянкур         | 5 | 2 | 5 | 7  | +8  | 2  |
| Кетрін Ворд           | 5 | 1 | 6 | 7  | +7  | 18 |
| Меган Агоста-Марсіано | 5 | 4 | 2 | 6  | +7  | 0  |
| Браянн Дженнер        | 5 | 4 | 2 | 6  | +6  | 2  |
| Джейна Геффорд        | 5 | 2 | 4 | 6  | +11 | 2  |
| Гейлі Ірвін           | 5 | 2 | 4 | 6  | +8  | 2  |

Джерело: IIHF.com [Архівовано 10 вересня 2014 у Wayback Machine.]

## Найкращі воротарі
| Гравець            | ЧНЛ    | КД  | ГП | СП   | %ВК   | ША |
| ------------------ | ------ | --- | -- | ---- | ----- | -- |
| Надія Александрова | 209:44 | 73  | 1  | 0.29 | 98.63 | 2  |
| Сара Гран          | 211:06 | 67  | 3  | 0.85 | 95.52 | 1  |
| Дженніфер Гарсс    | 120:53 | 76  | 4  | 1.99 | 94.74 | 0  |
| Шеннон Сабадош     | 243:35 | 93  | 6  | 1.48 | 93.55 | 1  |
| Флоренс Шеллінг    | 237:51 | 159 | 13 | 3.28 | 91.82 | 0  |

Джерело: IIHF.com [Архівовано 26 лютого 2016 у Wayback Machine.]

## Нагороди
Найкращі гравці, обрані дирекцією ІІХФ
- Найкращий воротар:  Надія Александрова
- Найкращий захисник:  Єні Гійрікоскі
- Найкращий нападник:  Марі-Філіп Пулен
- MVP:  Марі-Філіп Пулен

Найкращі гравці, обрані ЗМІ
- Найкращий воротар:  Ноора Рятю
- Найкращі захисники:  Меган Міккелсон —  Кетрін Ворд
- Найкращі нападники:  Марі-Філіп Пулен —  Бріанна Декер —  Дженн Вейкфілд